# Eneco Tour 2006
L'Eneco Tour 2006, seconda edizione della corsa, si svolse in sette tappe precedute da un cronoprologo dal 16 al 23 agosto 2006 per un percorso di 1 176 km. Fu vinto dal tedesco Stefan Schumacher, che terminò la gara in 27h 20' 55".
La corsa toccò tre Paesi diversi: i Paesi Bassi, il Belgio e la Germania. Il tracciato non presentava salite dure, quindi la classifica finale si decise nelle due corse a cronometro e grazie agli abbuoni. Le due frazioni contro il tempo, corse su brevi distanze, terminarono con distacchi di piccola entità, colmabili con gli abbuoni dei traguardi di tappa.

## Tappe
| Tappa  | Data      | Percorso                          | km    | Vincitore di tappa | Leader cl. generale |
| ------ | --------- | --------------------------------- | ----- | ------------------ | ------------------- |
| Prol.  | 22 agosto | Den Helder (cron. individuale)    | 6,1   | Stefan Schumacher  | Stefan Schumacher   |
| 1ª     | 23 agosto | Wieringerwerf > Hoogeveen         | 176,9 | Tom Boonen         | Tom Boonen          |
| 2ª     | 24 agosto | 's-Hertogenbosch > Sittard-Geleen | 194,6 | Manuel Quinziato   | Tom Boonen          |
| 3ª     | 25 agosto | Beek > Westmalle                  | 185   | Tom Boonen         | Tom Boonen          |
| 4ª     | 26 agosto | Landgraaf (cron. individuale)     | 16,1  | George Hincapie    | George Hincapie     |
| 5ª     | 27 agosto | Hasselt > Balen                   | 181,7 | Tom Boonen         | George Hincapie     |
| 6ª     | 28 agosto | Bornem > Sint-Truiden             | 211,7 | David Kopp         | George Hincapie     |
| 7ª     | 29 agosto | Ans > Ans                         | 199,7 | Philippe Gilbert   | Stefan Schumacher   |
| Totale | Totale    | Totale                            | 1 176 |                    |                     |

## Squadre e corridori partecipanti
Come nella precedente edizione le squadre partecipanti furono 23, le 20 del ProTour più altre 3 invitate dall'organizzazione, Chocolade Jacques-Topsport Vlaanderen, Skil-Shimano e Unibet.com.
Alla corsa furono iscritti complessivamente 180 corridori: 8 per ciascuna squadra, ad eccezione di Team Gerolsteiner e AG2R Prévoyance, che ne schierarono 7, e Lampre-Fondital (6). Hervé Duclos-Lasalle e Christophe Riblon non partirono alla prima tappa ma furono lo stesso considerati ritirati. Conclusero la corsa 101 ciclisti (56% del totale dei partenti).
| N.      | Cod. | Squadra                        |
| ------- | ---- | ------------------------------ |
| 1-8     | CSC  | Team CSC                       |
| 11-18   | GCE  | Caisse d'Epargne-Illes Balears |
| 21-28   | TMO  | T-Mobile Team                  |
| 31-38   | PHO  | Phonak Hearing Systems         |
| 41-48   | RAB  | Rabobank                       |
| 51-58   | DSC  | Discovery Channel              |
| 61-67   | LAM  | Lampre-Fondital                |
| 71-78   | GST  | Gerolsteiner                   |
| 81-88   | DVL  | Davitamon-Lotto                |
| 91-98   | QSI  | Quick Step-Innergetic          |
| 101-108 | SDV  | Saunier Duval-Prodir           |
| 111-118 | C.A  | Crédit Agricole                |

| N.      | Cod. | Squadra                        |
| ------- | ---- | ------------------------------ |
| 121-127 | A2R  | AG2R Prévoyance                |
| 131-138 | EUS  | Euskaltel-Euskadi              |
| 141-148 | COF  | Cofidis                        |
| 151-158 | MRM  | Team Milram                    |
| 161-168 | LIQ  | Liquigas                       |
| 171-178 | BTL  | Bouygues Télécom               |
| 181-188 | FDJ  | Française des Jeux             |
| 191-198 | JAC  | Chocolade Jacques-Topsport Vl. |
| 201-208 | SKS  | Skil-Shimano                   |
| 211-218 | UNI  | Unibet.com                     |
| 221-228 | AST  | Astana                         |

## Dettagli tappa per tappa

### Prologo
- 16 agosto: Den Helder – Cronometro individuale – 6,1 km

Risultati
| Pos. | Corridore         | Squadra       | Tempo |
| ---- | ----------------- | ------------- | ----- |
| 1    | Stefan Schumacher | Gerolsteiner  | 7'00" |
| 2    | George Hincapie   | Discovery Ch. | a 1"  |
| 3    | Joost Posthuma    | Rabobank      | s.t.  |

| Pos. | Corridore         | Squadra       | Tempo |
| ---- | ----------------- | ------------- | ----- |
| 1    | Stefan Schumacher | Gerolsteiner  | 7'00" |
| 2    | George Hincapie   | Discovery Ch. | a 1"  |
| 3    | Joost Posthuma    | Rabobank      | s.t.  |

### 1ª tappa
- 17 agosto: Wieringerwerf > Hoogeveen – 176,9 km

Risultati
| Pos. | Corridore         | Squadra    | Tempo    |
| ---- | ----------------- | ---------- | -------- |
| 1    | Tom Boonen        | Quick Step | 4h12'52" |
| 2    | Simone Cadamuro   | Milram     | s.t.     |
| 3    | Enrico Gasparotto | Liquigas   | s.t.     |

| Pos. | Corridore         | Squadra       | Tempo    |
| ---- | ----------------- | ------------- | -------- |
| 1    | Tom Boonen        | Quick Step-   | 4h19'47" |
| 2    | Stefan Schumacher | Gerolsteiner  | a 4"     |
| 3    | George Hincapie   | Discovery Ch. | a 7"     |

### 2ª tappa
- 18 agosto: 's-Hertogenbosch > Sittard-Geleen – 194,6 km

Risultati
| Pos. | Corridore        | Squadra    | Tempo    |
| ---- | ---------------- | ---------- | -------- |
| 1    | Manuel Quinziato | Liquigas   | 4h46'43" |
| 2    | Simone Cadamuro  | Milram     | a 4"     |
| 3    | Wouter Weylandt  | Quick Step | s.t.     |

| Pos. | Corridore         | Squadra      | Tempo    |
| ---- | ----------------- | ------------ | -------- |
| 1    | Tom Boonen        | Quick Step   | 9h06'34" |
| 2    | Manuel Quinziato  | Liquigas     | a 1"     |
| 3    | Stefan Schumacher | Gerolsteiner | a 3"     |

### 3ª tappa
- 19 agosto: Beek > Westmalle – 185 km

Risultati
| Pos. | Corridore        | Squadra       | Tempo    |
| ---- | ---------------- | ------------- | -------- |
| 1    | Tom Boonen       | Quick Step    | 4h50'00" |
| 2    | Max van Heeswijk | Discovery Ch. | s.t.     |
| 3    | Baden Cooke      | Unibet.com    | s.t.     |

| Pos. | Corridore         | Squadra      | Tempo     |
| ---- | ----------------- | ------------ | --------- |
| 1    | Tom Boonen        | Quick Step   | 13h12'20" |
| 2    | Manuel Quinziato  | Liquigas     | a 11"     |
| 3    | Stefan Schumacher | Gerolsteiner | a 13"     |

### 4ª tappa
- 20 agosto: Landgraaf – Cronometro individuale – 16,1 km

Risultati
| Pos. | Corridore         | Squadra       | Tempo  |
| ---- | ----------------- | ------------- | ------ |
| 1    | George Hincapie   | Discovery Ch. | 19'58" |
| 2    | Vincenzo Nibali   | Liquigas      | s.t.   |
| 3    | Stefan Schumacher | Gerolsteiner  | a 7"   |

| Pos. | Corridore         | Squadra       | Tempo     |
| ---- | ----------------- | ------------- | --------- |
| 1    | George Hincapie   | Discovery Ch. | 13h32'35" |
| 2    | Stefan Schumacher | Gerolsteiner  | a 3"      |
| 3    | Vincenzo Nibali   | Liquigas      | a 11"     |

### 5ª tappa
- 21 agosto: Hasselten > Balen – 183,1 km

Risultati
| Pos. | Corridore       | Squadra          | Tempo    |
| ---- | --------------- | ---------------- | -------- |
| 1    | Tom Boonen      | Quick Step       | 3h52'20" |
| 2    | Julian Dean     | Crédit AgricoleA | s.t.     |
| 3    | Simone Cadamuro | Milram           | s.t.     |

| Pos. | Corridore         | Squadra       | Tempo     |
| ---- | ----------------- | ------------- | --------- |
| 1    | George Hincapie   | Discovery Ch. | 17h24'55" |
| 2    | Stefan Schumacher | Gerolsteiner  | a 3"      |
| 3    | Vincenzo Nibali   | Liquigas      | a 11"     |

### 6ª tappa
- 22 agosto: Bornem > Sint Truiden – 213,9 km

Risultati
| Pos. | Corridore        | Squadra      | Tempo    |
| ---- | ---------------- | ------------ | -------- |
| 1    | David Kopp       | Gerolsteiner | 4h50'43" |
| 2    | Marco Zanotti    | Unibet.com   | s.t.     |
| 3    | Philippe Gilbert | F. des Jeux  | s.t.     |

| Pos. | Corridore         | Squadra       | Tempo     |
| ---- | ----------------- | ------------- | --------- |
| 1    | George Hincapie   | Discovery Ch. | 22h15'38" |
| 2    | Stefan Schumacher | Gerolsteiner  | a 3"      |
| 3    | Vincenzo Nibali   | Liquigas      | a 11"     |

### 7ª tappa
- 29 agosto: Ans > Ans – 201,2 km

Risultati
| Pos. | Corridore         | Squadra       | Tempo    |
| ---- | ----------------- | ------------- | -------- |
| 1    | Philippe Gilbert  | F. des Jeux   | 5h05'16" |
| 2    | Manuele Mori      | Saunier Duval | a 2"     |
| 3    | Stefan Schumacher | Gerolsteiner  | s.t.     |

| Pos. | Corridore         | Squadra       | Tempo     |
| ---- | ----------------- | ------------- | --------- |
| 1    | Stefan Schumacher | Gerolsteiner  | 27h20'55" |
| 2    | George Hincapie   | Discovery Ch. | a 1"      |
| 3    | Vincenzo Nibali   | Liquigas      | a 12"     |

## Evoluzione delle classifiche
| Tappa              | Vincitore          | Classifica generale | Classifica a punti | Classifica giovani | Classifica a squadre  |
| ------------------ | ------------------ | ------------------- | ------------------ | ------------------ | --------------------- |
| Prol.              | Stefan Schumacher  | Stefan Schumacher   | non assegnata      | Stefan Schumacher  | Discovery Channel     |
| 1ª                 | Tom Boonen         | Tom Boonen          | Tom Boonen         | Stefan Schumacher  | Quick Step-Innergetic |
| 2ª                 | Manuel Quinziato   | Tom Boonen          | Simone Cadamuro    | Stefan Schumacher  | Quick Step-Innergetic |
| 3ª                 | Tom Boonen         | Tom Boonen          | Simone Cadamuro    | Stefan Schumacher  | Quick Step-Innergetic |
| 4ª                 | George Hincapie    | George Hincapie     | Simone Cadamuro    | Stefan Schumacher  | Discovery Channel     |
| 5ª                 | Tom Boonen         | George Hincapie     | Simone Cadamuro    | Stefan Schumacher  | Discovery Channel     |
| 6ª                 | David Kopp         | George Hincapie     | Simone Cadamuro    | Stefan Schumacher  | Discovery Channel     |
| 7ª                 | Philippe Gilbert   | Stefan Schumacher   | Simone Cadamuro    | Stefan Schumacher  | Liquigas              |
| Classifiche finali | Classifiche finali | Stefan Schumacher   | Simone Cadamuro    | Stefan Schumacher  | Liquigas              |

## Classifiche finali

### Classifica generale
| Pos. | Corridore           | Squadra       | Tempo     |
| ---- | ------------------- | ------------- | --------- |
| 1    | Stefan Schumacher   | Gerolsteiner  | 27h20'55" |
| 2    | George Hincapie     | Discovery Ch. | a 1"      |
| 3    | Vincenzo Nibali     | Liquigas      | a 12"     |
| 4    | Philippe Gilbert    | F. des Jeux   | a 17"     |
| 5    | Manuel Quinziato    | Liquigas      | a 32"     |
| 6    | Joost Posthuma      | Rabobank      | a 35"     |
| 7    | Juan Antonio Flecha | Rabobank      | a 52"     |
| 8    | Alessandro Ballan   | Lampre        | a 53"     |
| 9    | Thomas Dekker       | Rabobank      | a 55"     |
| 10   | Steffen Wesemann    | T-Mobile      | a 56"     |

### Classifica a punti
| Pos. | Corridore         | Squadra         | Punti |
| ---- | ----------------- | --------------- | ----- |
| 1    | Simone Cadamuro   | Milram          | 91    |
| 2    | Tom Boonen        | Quick Step      | 90    |
| 3    | Stefan Schumacher | Gerolsteiner    | 59    |
| 4    | Philippe Gilbert  | F. des Jeux     | 57    |
| 5    | Julian Dean       | Crédit Agricole | 56    |

### Classifica giovani
| Pos. | Corridore         | Squadra      | Tempo     |
| ---- | ----------------- | ------------ | --------- |
| 1    | Stefan Schumacher | Gerolsteiner | 27h20'55" |
| 2    | Vincenzo Nibali   | Liquigas     | a 12"     |
| 3    | Philippe Gilbert  | F. des Jeux  | a 17"     |
| 4    | Joost Posthuma    | Rabobank     | a 35"     |
| 5    | Thomas Dekker     | Rabobank     | a 55"     |

### Classifica a squadre
| Pos. | Squadra                            | Tempo     |
| ---- | ---------------------------------- | --------- |
| 1    | Liquigas                           | 82h04'56" |
| 2    | Rabobank                           | a 11"     |
| 3    | Discovery Channel Pro Cycling Team | a 29"     |
| 4    | Caisse d'Epargne-Illes Balears     | a 1'07"   |
| 5    | Française des Jeux                 | a 1'32"   |

## Punteggi UCI
| Pos.             | Corridore           | Squadra         | Punti |
| ---------------- | ------------------- | --------------- | ----- |
| 1                | Stefan Schumacher   | Gerolsteiner    | 55    |
| 2                | George Hincapie     | Discovery Ch.   | 45    |
| 3                | Vincenzo Nibali     | Liquigas        | 37    |
| 4                | Philippe Gilbert    | F. des Jeux     | 34    |
| 5                | Manuel Quinziato    | Liquigas        | 28    |
| 6                | Joost Posthuma      | Rabobank        | 21    |
| 7                | Juan Antonio Flecha | Rabobank        | 15    |
| 8                | Alessandro Ballan   | Lampre          | 10    |
| 9                | Tom Boonen          | Quick Step      | 9     |
| 10               | Steffen Wesemann    | T-Mobile        | 5     |
| Thomas Dekker    | Rabobank            | 5               |       |
| 12               | David Kopp          | Gerolsteiner    | 3     |
| 13               | Julian Dean         | Crédit Agricole | 2     |
| Max van Heeswijk | Discovery Ch.       | 2               |       |
| Manuele Mori     | Saunier Duval       | 2               |       |
| Steffen Wesemann | T-Mobile            | 2               |       |
| 17               | Enrico Gasparotto   | Liquigas        | 1     |
| Wouter Weylandt  | Quick Step          | 1               |       |

| Pos. | Squadra                        | Punti |
| ---- | ------------------------------ | ----- |
| 1    | Liquigas                       | 20    |
| 2    | Rabobank                       | 19    |
| 3    | Discovery Channel              | 18    |
| 4    | Caisse d'Epargne-Illes Balears | 17    |
| 5    | Française des Jeux             | 16    |
| 6    | Phonak Hearing Systems         | 15    |
| 7    | T-Mobile Team                  | 14    |
| 8    | Saunier Duval-Prodir           | 13    |
| 9    | Crédit Agricole                | 12    |
| 10   | Lampre-Fondital                | 11    |
| 11   | Bouygues Télécom               | 9     |
| 12   | Team CSC                       | 8     |
| 13   | Cofidis                        | 7     |
| 14   | Gerolsteiner                   | 5     |
| 15   | Quick Step-Innergetic          | 4     |
| 16   | Astana-Würth                   | 3     |
| 17   | Euskaltel-Euskadi              | 2     |
| 18   | Davitamon-Lotto                | 1     |

| Pos. | Nazione       | Punti |
| ---- | ------------- | ----- |
| 1    | Italia        | 78    |
| 2    | Germania      | 58    |
| 3    | Stati Uniti   | 45    |
| 4    | Belgio        | 44    |
| 5    | Paesi Bassi   | 28    |
| 6    | Spagna        | 15    |
| 7    | Svizzera      | 7     |
| 8    | Nuova Zelanda | 2     |